# Morgan Henry Chrysler
Morgan Henry Chrysler (30 septembre 1822 - 24 août 1890) est un soldat américain qui sert en tant que général de l'armée de l'Union au cours de la guerre de Sécession.

## Avant la guerre
Chrysler naît à Ghent, dans le comté de Columbia, New York. Il étudie dans une école normale dans sa ville natale. Il est impliqué dans l'agriculture pratiquement pendant toute sa vie.

## Guerre de Sécession
Lorsque la guerre de Sécession commence en 1861, Chrysler choisi de soutenir la cause de l'Union. Il entre dans le service fédéral comme un soldat dans une compagnie qui rejoint plus tard le 30th New York Infantry. Il est nommé capitaine du 30th New York le 1er juin 1861. Il est promu commandant le 11 mars 1862 ; lieutenant-colonel le 30 août 1863, et colonel d'un régiment de cavalerie, le 13 décembre 1863.
Chrysler sert dans la campagne de la Péninsule, la seconde bataille de Bull Run, la bataille d'Antietam, et la bataille de Chancellorsville. Lui et le régiment sont libérés après la bataille de Chancellorsville, parce que leur engagement a expiré. On lui accorde immédiatement le pouvoir de réorganiser les hommes libérés dans un régiment de cavalerie. Dans les cinquante-cinq jours, il lève le 2nd New York Cavalry de vétérans, qui se compose de 1176 hommes. Lui et son régiment sont brièvement stationnés à Washington au cours de l'hiver 1863-64, avant d'être envoyés à la Nouvelle-Orléans, en Louisiane, pour rejoindre le département du Golfe. Le régiment de Chrysler participe à la campagne de la Red River, et dirige une brigade de cavalerie comme avant-garde de la division de Lawler pour sécuriser un passage à niveau sur la rivière Atchafalaya utilisé par les forces confédérées pour menacer le camp de l'union à Morganza, en Louisiane. Ils restent dans le Sud profond jusqu'à la fin de leur service. Chrysler commande une brigade dans la division de Thomas John Lucas au cours de la dernière campagne contre Mobile en 1865.
Chrysler est breveté major général, le 13 mars 1865. Il est l'un des quatre hommes qui se sont engagés comme soldat et qui ont terminé en tant que major général pendant la guerre de Sécession.
Il est devient gouverneur militaire du district du Nord de l'Alabama pendant une courte période avant de quitter le service actif en 1866.

## Après la guerre
Après la guerre, Chrysler mène une vie privée. Il meurt à Kinderhook, New York, et est inhumé à Valatie, New York.